# 3022 (film)
3022 è un film del 2019 diretto da John Suits con protagonisti Omar Epps, Kate Walsh e Miranda Cosgrove È un film di fantascienza ambientato a bordo di una navicella spaziale nell'anno 2190. 3022 si riferisce al giorno, rispetto all'inizio della missione decennale, in cui il protagonista ritrova la collega scomparsa alla deriva nello spazio.

## Trama
Nel 2190, la stazione spaziale Pangea rifornisce le navi dirette alla prima colonia spaziale della Terra , Europa One. Equipaggi a rotazione mantengono Pangea in turni di 10 anni. Quattro astronauti americani arrivano per iniziare il loro mandato: il capitano John Laine, l'ingegnere Jackie Miller, il dottor Richard Valin e Lisa Brown.
Nel loro primo anno, l'equipaggio interagisce amichevolmente e Laine e Miller iniziano una relazione romantica. Con il passare degli anni, l'equipaggio si allontana. Entro il quinto anno, l'isolamento si fa sentire. Laine ha terrori notturni e Valin ha smesso di farsi la doccia. Valin è costretto a considerare l'equipaggio mentalmente inadatto a continuare la missione. Mentre l'equipaggio fa i conti con il fallimento della missione, le onde d'urto di una massiccia esplosione danneggiano Pangea. Laine riprende conoscenza e trova Miller, che lo informa che Brown è stato gravemente ferito. Valin non risponde ed è sotto shock. L'equipaggio tenta ripetutamente di contattare la Terra ma, dopo 62 ore, non riceve risposta. Pangea alla fine individua un campo di asteroidi dove un tempo c'era la Terra, il che implica che il pianeta è stato distrutto.
Brown soccombe alle ferite. Valin è convinto che la Terra sia stata distrutta. Miller suggerisce di usare la capsula di salvataggio per cercare i sopravvissuti, in particolare sua figlia, ma Valin nota che non ci sono abbastanza rifornimenti per tornare a Pangea se la Terra è davvero scomparsa. Laine suggerisce invece di viaggiare su Europa, cosa che Valin rifiuta sconsolato. Miller, che si rifiuta di credere che sua figlia sia scomparsa, tenta di salire a bordo della capsula di salvataggio. La capsula si guasta; Laine salva Miller, ma perdono la capsula.
Passano tre mesi. I sistemi di supporto vitale della Pangea scendono al 55%, Valin parla da solo regolarmente e Miller si automedica con dei sedativi. Laine chiede a Miller di aiutarlo a elaborare un piano di sopravvivenza. I due decidono di separare le due stazioni della Pangea con un'esplosione controllata, consentendo alle loro riserve di ossigeno di rifornirsi adeguatamente. Valin sprofonda nel nichilismo disfattista e non vede alcun senso nel loro piano.
Laine viene svegliato all'improvviso dall'allarme della nave e scopre che Valin si sta allontanando da Pangea senza legami. Valin dice di aver accettato il suo destino, ma è preso dal panico per il vuoto dello spazio. Laine non riesce a salvare Valin. Mentre Miller propone di assumere pillole suicide, vede uno space shuttle fluttuare. Laine sale a bordo dello shuttle e recupera tre astronauti incoscienti e malnutriti. Il capitano Diane Ures è il primo a svegliarsi. Spiega che il suo team è composto da astronauti francesi, Vincent e Thomas. Loro e due americani si stavano allenando sulla Stazione Spaziale Internazionale quando l'esplosione ha distrutto la stazione e li ha costretti a dirigersi verso Pangea, un viaggio di tre mesi. I due membri dell'equipaggio americano sono morti, il che ha permesso loro di sopravvivere con scorte limitate.
La presenza di sopravvissuti rinnova gli spiriti di entrambi gli equipaggi, che festeggiano insieme. Tuttavia, Miller calcola che l'aggiunta di altri membri dell'equipaggio esaurirà i sistemi di supporto vitale di Pangea entro un mese anziché tre anni. Insiste per tornare sulla Terra con lo shuttle ISS finché Diane non ammette di aver visto la Terra esplodere violentemente mentre riceveva un'ultima trasmissione che diceva: "Cosa abbiamo fatto? Non tornate. Ripeto, non tornate. Andate su Europa".
Vincent e Thomas esprimono ostilità verso l'equipaggio della Pangea. Diane dice a Laine che il suo team ha scoperto la mancanza di supporto vitale rimanente, ma lei rimane diplomatica. Vincent confessa di aver ucciso i suoi due colleghi americani per assicurarsi la sopravvivenza. Lui e Thomas organizzano un ammutinamento, uccidono Diane, quindi attaccano Laine e Miller. Laine viene accoltellata e i due astronauti francesi scappano. Miller insegue Thomas nella Stazione Due e lo rende inabile quando esita. Vincent e Laine si azzuffano nella Stazione Uno per i controlli della stazione. Vincent sopraffà Laine e innesca un'esplosione, spezzando la Pangea in due metà. Laine apre il portello esterno, espellendo Vincent nello spazio.
Miller, ancora intrappolata nella Stazione Due, contatta Laine tramite l'interfono. L'esplosione ha danneggiato la navetta, impedendo a Laine di raggiungere Miller in tempo. Mentre Miller si allontana oltre il raggio di comunicazione, Laine le promette che un giorno la troverà. Nel 2198, Laine vive da solo, apparendo trasandato e soffrendo di allucinazioni, ma scandagliando lo spazio instancabilmente. Individua la stazione scomparsa il giorno 3022. In una voce di registro, spiega che finalmente capisce perché Miller ha sempre riservato speranza ai suoi cari nonostante comprendesse la realtà. Con la navetta ora riparata, sale sulla Stazione Due senza sapere se Miller è ancora viva. Trova Miller accasciata in un alloggio di fortuna, indebolita ma viva.

## Distribuzione
Il film è stato distribuito nelle sale statunitensi il 22 novembre 2019.

## Accoglienza
Il film è stato accolto in maniera mista, con un punteggio del 61% di gradimento su Rotten Tomatoes.